# Vizári
Vizári (em grego: Βιζάριον) é uma vila cretense da unidade regional de Retimno, no município de Amári, na unidade municipal de Curítes. Situada a 360 metros acima do nível do mar, próxima a ela estão as vilas de Furfurás e Lambiótes. Segundo censo de 2011, têm 89 habitantes.
Segundo a tradição oral, os habitantes da vila fundaram a vizinha de Furfurás. Nas proximidades de Vizári foram identificados restos de uma cidade romana (foi encontrado um relógio de sol contendo números em latim) e de uma igreja do começo da era cristã que foi utilizada como um bispado no século VII. Durante a ocupação veneziana a vila tornou-se importante, sendo mencionada em 1577, 1583 e 1630.